# سیریزجان گله‌زن مزارعی
سیریزجان گله‌زن مزارعی، روستایی از توابع بخش میمند شهرستان فیروزآباد در استان فارس ایران است.

## جمعیت
این روستا در دهستان خواجه‌ای قرار دارد و براساس سرشماری مرکز آمار ایران در سال ۱۳۸۵، جمعیت آن ۷۲ نفر (۱۳خانوار) بوده‌است.